# Кожевникова, Елизавета Александровна
Елизаве́та Алекса́ндровна Коже́вникова (род. 27 декабря 1973, Москва, СССР) — советская и российская фристайлистка, серебряный призёр зимних Олимпийских игр 1992 года и бронзовый призёр зимних Олимпийских игр 1994 года в могуле. Многократная победительница и призёр этапов Кубка мира. Заслуженный мастер спорта СССР (1992). Первая россиянка, выигравшая олимпийскую награду во фристайле. Спортивный журналист и комментатор. Спортивный психолог.

## Биография
Начала занятия горными лыжами в 1979 году, сначала это был горнолыжный спорт в спортивной школе на Воробьёвых горах, однако позже с 1986 года переквалифицировалась в дисциплину фристайла — могул, в 1989 году прошла отбор в сборную СССР. С 1989 по 1996 год принимала участие в соревнованиях Кубка мира, всего приняла участие в 50 этапах, 5 раз поднималась на подиум, трижды выигрывала этапы. В 1992 году в возрасте 18 лет, выиграла серебряную медаль на зимних Олимпийских играх в Альбервиле.
После олимпийского сезона оперировала травмированное правое колено, но к зиме восстановилась и продолжила участвовать в Кубке мира. На следующих зимних Олимпийских играх 1994 года в Лиллехаммере завоевывала бронзовую медаль. Продолжала выступления в Кубке мира до 1996 года, когда травмировала оба колена. Летом 1996 года перенесла три операции травмированных коленей. После операций полтора года пыталась восстановиться, имея цель выступить на Олимпийских играх в Нагано. Но перед Играми потеряла место в сборной и завершила спортивную карьеру.
В 1997 году начала работать спортивным журналистом на телеканалах НТВ и НТВ-Плюс Спорт. На Олимпийских играх в Нагано комментировала горные лыжи.
В 1999 году написала книгу «Горные лыжи с самого начала». В 2004 году, после Олимпийских игр в Афинах начала комментировать второй вид — велоспорт. Помимо работы комментатора снимает документальные фильмы как автор и сценарист и пишет статьи в периодические издания. В 2003 году вошла в число 10 лучших спортивных журналистов страны, награждённых премией имени Николая Озерова.
Образование — Государственный центральный ордена Ленина институт физической культуры.
Награждена медалью ордена «За заслуги перед Отечеством» II степени.

## Статьи и интервью
- «Елизавета Кожевникова о спортивном характере и жизни после спорта» Интервью на сайте оtr-online.ru
- «В спорте для меня важна критическая точка» Интервью на сайте НТВ+